# Big Star
Big Star var et amerikansk rock-band dannet i Memphis, Tennessee i 1971 af Alex Chilton, Chris Bell, Jody Stephens og Andy Hummel. Gruppen blev opløst i 1974 og reorganiseret med et nyt line-up næsten 20 år senere. 

## Albums
- #1 Record (1972)
- Radio City (1974)
- Third/Sister Lovers (1978)
- In Space (2005)